# لو شين
لو شين (بالصينية: 罗歆) (7 فبراير 1990 في الصين - ) هو لاعب كرة قدم صيني في مركز الدفاع. لعب مع نادي تشونغتشينغ ليانغجيانغ.

## وصلات خارجية
- لو شين على موقع Soccerway.com (الإنجليزية)